# Dagmara Domińczyk
Pour les articles homonymes, voir Dominczyk.
Dagmara Domińczyk (née le 17 juillet 1976 à Kielce en Pologne) est une actrice polono-américaine.

## Biographie
Dagmara Domińczyk est née à Kielce en 1976, elle est la fille d'Aleksandra et Mirosław, un membre du mouvement Solidarność,,. En 1983 elle s'installe avec sa famille à New York et obtient le droit d'asile en raison de l'engagement politique de ses parents.
Elle est reçue bachelier au lycée Fiorello H. LaGuardia High School of Music & Art and Performing Arts avant d'entrer au Carnegie Mellon University où elle est diplômée en art dramatique en 1998.
Quelques mois après ses études elle débute sur les planches de Broadway dans la pièce Closer. En 2000 elle fait ses premiers pas au cinéma avec le rôle de Claire dans la comédie romantique Au nom d'Anna aux côtés de Ben Stiller et Edward Norton. L'année suivante elle incarne Tania Asher dans Rock Star, en 2002 elle obtient le rôle de Mercedès Iguanada dans La Vengeance de Monte Cristo.
En 2003 Dagmara retourne à Broadway pour jouer Caroline Bramble dans la pièce Enchanted April. Elle se voit offrir aussi des seconds rôles à la télévision : 24 heures chrono, The Bedford Diaries, The Good Wife, Suits : Avocats sur mesure, Person of Interest  et Boardwalk Empire. En 2006 elle fait une apparition dans le film de Todd Robinson Cœurs perdus ainsi que dans Courir avec des ciseaux  avec Annette Bening, Joseph Fiennes et Gwyneth Paltrow. En 2011 on la voit dans Higher Ground de Vera Farmiga. L'année suivante elle apparaît aux côtés de Winona Ryder et James Franco dans The Letter, en 2013 elle entre dans la peau de Belva dans The Immigrant avec Marion Cotillard, Joaquin Phoenix et Jeremy Renner. La même année elle publie son premier roman The Lullaby of Polish Girls inspiré par son enfance en Pologne. En 2014 elle joue dans Jack Strong, un film polonais de Władysław Pasikowski.

## Vie privée
Dagmara Domińczyk est mariée avec l'acteur Patrick Wilson, ils ont deux enfants,. Elle est la sœur de Marika Dominczyk également actrice et mariée à l'acteur Scott Foley.

## Filmographie

### Au cinéma
| Année | Titre                        | Rôle                 | Notes         |
| ----- | ---------------------------- | -------------------- | ------------- |
| 2000  | Au nom d'Anna                | Claire               |               |
| 2001  | Rock Star                    | Tania Asher          |               |
| 2002  | La Vengeance de Monte Cristo | Mercedès Iguanada    |               |
| 2002  | Le Peuple des ténèbres       | Terry Alba           |               |
| 2003  | Tough Luck                   | Divana / Melissa     |               |
| 2004  | Dr Kinsey                    | Agnes Gebhard        |               |
| 2005  | Chassé-croisé à Manhattan    | Pamela               |               |
| 2006  | Mentor                       | Julia Wilder         |               |
| 2006  | Cœurs perdus                 | Delphine Downing     |               |
| 2006  | Courir avec des ciseaux      | Suzanne              |               |
| 2007  | Prisoner                     | Olivia               |               |
| 2010  | Helena from the Wedding      | Eve                  |               |
| 2011  | Higher Ground                | Annika               |               |
| 2011  | Felix the Painter            | Brigitte             | court métrage |
| 2012  | The Letter                   | Elizabeth McIntyre   |               |
| 2013  | Phantom                      | Sophi Zubov          |               |
| 2013  | The Immigrant                | Belva                |               |
| 2014  | Jack Strong                  | Sue                  |               |
| 2014  | Big Stone Gap                | Elizabeth Taylor     |               |
| 2014  | Let's Kill Ward's Wife       | Stacy                |               |
| 2016  | A Woman, a Part              | Nadia Jones          |               |
| 2019  | Abe                          | Rebecca              |               |
| 2021  | The Lost Daughter            | Callisto "Callie"    |               |
| 2024  | Miller's Girl                | Beatrice June Harper |               |

### À la télévision
| Année     | Titre                              | Rôle              | Notes                                              |
| --------- | ---------------------------------- | ----------------- | -------------------------------------------------- |
| 2001      | New York 911                       | Jeneca Farabee    | 2 épisodes                                         |
| 2003      | New York, unité spéciale           | Kate Logan        | Saison 4, épisode 15 Trafic d'innocence            |
| 2004      | Bad Apple                          | Gina Defresco     | Téléfilm                                           |
| 2004      | The Five People You Meet in Heaven | Marguerite        | Téléfilm                                           |
| 2005      | 24 Heures chrono                   | Nicole            | 2 épisodes                                         |
| 2006      | The Bedford Diaries                | Katrina Macklin   | 4 épisodes                                         |
| 2011      | The Good Wife                      | Isabel Sharp      | épisode: "Foreign Affairs"                         |
| 2011      | Suits : Avocats sur mesure         | Nancy             | épisode: "Pilot"                                   |
| 2012      | Person of Interest                 | Sarah Jennings    | épisode: "Many Happy Returns"                      |
| 2014      | Boardwalk Empire                   | Dinah Linehan     | épisode: "Devil You Know"                          |
| 2018-2023 | Succession                         | Karolina Novotney | Récurrente saison 1, Principale depuis la saison 2 |
| 2022      | We Own This City                   | Erika Jensen      | Mini-Série. Principale.                            |
| 2024      | American Horror Stories            | Anka Kieslowski   | Saison 3, épisode 6                                |

## Sur scène
| Année   | Titre           | Rôle             | Lieu                                 | Notes |
| ------- | --------------- | ---------------- | ------------------------------------ | ----- |
| 1999    | Closer          | Alice Ayres      | Music Box Theatre, Broadway          |       |
| 2003    | Enchanted April | Caroline Bramble | Belasco Theatre, Broadway            |       |
| 2003    | The Violet Hour | Rosamund Plinth  | Samuel J. Friedman Theatre, Broadway |       |
| 2012–13 | Golden Boy      | Anna Bonaparte   | Belasco Theatre, Broadway            |       |